# Пензенская канатная дорога
Пензенская кана́тная доро́га — недействующая пассажирская подвесная канатная дорога вагонного типа в городе Пенза, Россия. Соединяла улицу Пушкина (рядом с кинокомплексом «Современник») и парк имени Белинского (возле планетария на улице Лермонтова). Действовала с весны 1994 по 2000 год.

## Описание
Проект инициирован Г. В. Мясниковым и запущен в марте 1994 года. Первоначально планировалось возвести канатную дорогу от ныне бывшего троллейбусного депо на ул. Суворова до ул. Боевая гора. Сеть имела две станции, размещалась на восьми опорах и имела протяжённость 953 метра. Время в пути составляло 12 минут. Расстояние между кабинами составляло 18,7 метра, а интервал посадки 14,5 секунды. Общая численность кабин составляла 101 единицу, из которых 100 использовались для перевозки пассажиров, а одна для технического персонала. Дорога пользовалась популярностью среди жителей города, так как служила не только аттракционом, но и полноценным видом транспорта, помогая избежать пробок и соединяя центр города с парком им. Белинского. Проработав шесть лет, в 2000 году объект был закрыт для проведения профилактических работ, но так и не возобновил работу из-за отсутствия финансов, однако в течение последующих пяти лет в зимнее время дорога периодически приводилась в движение, чтобы очистить вагончики от снега. В настоящее время вагончики демонтированы и составлены на нижней платформе, расположенной на улице Пушкина. Опоры, оборудование и остальные сооружения изношены, верхняя станция разрушена, нижняя находится в состоянии консервации.
Инициативы по восстановлению канатной дороги регулярно обсуждаются в СМИ и соцсетях, особенно после благоустройства парка и «Тропы здоровья». В 2005 году было проведено экспертное заключение о возможных мерах по восстановлению объекта. Впоследствии канатная дорога перешла в частную собственность, после чего были начаты восстановительные работы: была обслужена техническая часть и отреставрированы вагончики. Предполагалось, что эксплуатация для пассажиров возобновится уже весной следующего года, однако этого так и не произошло, и по сей день никаких действий по восстановлению более не предпринимается. Администрация Пензы не располагает информацией о планах владельца на восстановление этого объекта, и так же отмечает, что без передачи в муниципальную собственность реконструкция невозможна.